# Charles Hartshorne
Charles Hartshorne (Kittanning, Pensilvania, 5 de junio de 1897 – Roma, Italia 9 de octubre de 2000) fue un prominente filósofo estadounidense que se dedicó principalmente a la filosofía de la religión y a la metafísica. Desarrolló la idea neoclásica de Dios y produjo una prueba de la existencia de Dios desde la lógica modal  a partir del argumento ontológico de San Anselmo. Hartshorne es también conocido por aplicar la filosofía del proceso de Alfred North Whitehead a una teología del proceso.

## Primeros años y educación
Hartshorne nació en Kittanning, Pensilvania, y fue el hijo del reverendo F.C. Hartshorne. Uno de sus hermanos fue el prominente geógrafo Richard Hartshorne. Charles asistió al Haverford College entre 1915 y 1917, pero luego pasó dos años de servicio en el ejército de Estados Unidos. Luego, estudió en la Universidad Harvard, donde obtuvo el grado de bachiller (1921), maestría (1922) y doctorado (1923). Su disertación doctoral trató sobre "la unidad del ser". Obtuvo los tres grados en solo cuatro, un logro único en la historia de Harvard.
De 1923 a 1925, Hartshorne siguió estudios en Europa. Asistió a la Universidad de Friburgo, donde estudió bajo la tutela del fenomenólogo Edmund Husserl, y también en la Universidad de Marburgo, donde estuvo a cargo del filósofo existencialista Martin Heidegger. Luego, regresó a la Universidad de Harvard como investigador de 1925 a 1928, donde editó junto con Paul Weiss seis volúmenes de los Collected Papers de Charles Sanders Peirce y pasó un semestre asistiendo a Alfred North Whitehead

## Carrera
Después de haber trabajado en la Universidad de Harvard, Hartshorne fue profesor de filosofía en la Universidad de Chicago (1928-1955) y fue miembro de la Facultad de Teología de la Universidad (1943-1955). Luego, enseñó en la Universidad de Emory (1955-1962) y, desde 1962, en la Universidad de Texas en Austin hasta su retiro. Publicó su último artículo a la edad de 96 años y presentó su última conferencia a los 98 años.
Además de su larga trayectoria como catedrático, Hartshorne fue también nombrado conferencistas especial o profesor visitante de la Universidad de Stanford, Universidad de Washington, Universidad Yale, Universidad de Fráncfort, Universidad de Melbourne y de la Universidad de Kioto.

## Obras
- Beyond Humanism: Essays in the New Philosophy of Nature, Chicago/Nueva York: Willett, Clark & Co, 1937 (también publicado como Beyond Humanism: Essays in the Philosophy of Nature by University of Nebraska Press, 1968)
- The Divine Relativity: A Social Conception of God, (Terry Lectures), New Haven: Yale University Press, 1948, reimpreso en 1983, ISBN 0-300-02880-6
- The Logic of Perfection and other essays in neoclassical metaphysics, La Salle: Open Court, 1962, reimpreso en 1973, ISBN 0-87548-037-3
- Philosophers Speak of God, editado con William L. Reese. Chicago: University of Chicago Press, 1963, Amherst: Humanity Books, reimpreso en 2000, ISBN 1-57392-815-1
- Man's Vision of God and the Logic of Theism, Willett, Clark & cia., 1941, reimpreso en 1964, ISBN 0-208-00498-X
- Anselm's Discovery, La Salle: Open Court, 1965
- A Natural Theology for our Time, La Salle: Open Court, 1967, reimpreso en 1992, ISBN 0-87548-239-2
- The Philosophy and Psychology of Sensation, Port Washington, Nueva York: Kennikat Press, 1968
- Creative Synthesis and Philosophic Method, S.C.M. Press, 1970, ISBN 0-334-00269-9
- Reality as Social Process, Nueva York: Hafner, 1971
- Whitehead's Philosophy: Selected Essays, 1935-1970, University of Nebraska Press, 1972, ISBN 0-8032-0806-5
- Aquinas to Whitehead: Seven Centuries of Metaphysics of Religion, Marquette University Publications, 1976, ISBN 0-87462-141-0
- Whitehead's View of Reality, con Creighton Peden, Nueva York: Pilgrim Press, 1981, ISBN 0-8298-0381-5
- Insights and Oversights of Great Thinkers: An Evaluation of Western Philosophy, Albany: State University of New York Press, 1983, ISBN 0-87395-682-6
- Creativity in American Philosophy, Albany: State University of New York Press, 1984, ISBN 0-87395-817-9
- Omnipotence and Other Theological Mistakes, Albany: State University of New York Press, 1984, ISBN 0-87395-771-7
- Wisdom as Moderation, Albany: State University of New York Press, 1987, ISBN 0-88706-473-6
- The Darkness and The Light: A Philosopher Reflects upon His Fortunate Career and Those Who Made It Possible, Albany: State University of New York Press, 1990, ISBN 0-7914-0337-8
- Born to Sing: An Interpretation and World Survey of Bird Song, Indiana Univ Press, 1992, ISBN 0-253-20743-6
- The Zero Fallacy: And Other Essays in Neoclassical Philosophy, editado con Mohammad Valady, Open Court, 1997, ISBN 0-8126-9324-8

### Biografía y obra intelectual
- Auxier, Randall E. y Mark Y. A. Davies, eds. (2001). Hartshorne and Brightman on God, Process, and Persons: The Correspondence 1922-1945. Nashvile: Vanderbilt University Press.
- Cobb, John B. y Franklin I. Gamwell, eds. (1984). Existence and Actuality: Conversations with Charles Hartshorne. Chicago: University of Chicago Press, ISBN 0-226-11123-7, edición en línea
- Reese, William L. y Eugene Freeman, eds. (1964). Process and Divinity: The Hartshorne Festschrift. La Salle: Open Court.

### Interpretaciones e influencias
- Beardslee, William A. (1970). "Hope in Biblical Eschatology and in Process Theology". Journal of the American Academy of Religion, 38: 227-239.
- Birch, Charles 
  - (1972). "Participatory Evolution: The Drive of Creation". Journal of the American Academy of Religion, 40: 147-163.
  - (1990). On Purpose. Kensington: New South Wales University Press.
- Brown, Delwin; Ralph E. James y Gene Reeves, eds. (1971). Process Philosophy and Christian Thought. Indianapolis: Bobbs-Merrill.
- Cobb, John B. (1969). God and the World. Filadelfia: Westminster.
- Goodwin, George L. (1978). Ontological Argument of Charles Hartshorne, Scholars Press, ISBN 0-89130-228-X.
- Ogden, Schubert (1966). The Reality of God and Other Essays. Nueva York: Harper & Row.
- Pittenger, Norman (1970). Christology Reconsidered. Londres: SCM Press.
- Viney, Donald W. (1985). Charles Hartshorne and the Existence of God. Nueva York: State University of New York Press, ISBN 0-87395-907-8, ISBN 0-87395-908-6
- Sia, Santiago, ed. (1989). Charles Hartshorne's Concept of God: Philosophical and Theological Responses, Springer, ISBN 0-7923-0290-7
- Sia, Santiago (2004). Religion, Reason, and God: Essays in the Philosophies of Charles Hartshorne and A.N. Whitehead, Peter Lang Publisher, ISBN 3-631-50855-7

### Críticas
- Boyd, Gregory A. (1992). Trinity and Process: A Critical Evaluation and Reconstruction of Hartshorne's di-polar theism towards a Trinitarian Metaphysic. Nueva York: P. Lang.
- Connelly, Robert J. (1981). Whitehead vs. Hartshorne: Basic Metaphysical Issues. Washington D.C.: University Press of America.
- Dombrowski, Daniel A. 
  - (1988). Hartshorne and the Metaphysics of Animal Rights. Albany: State University of New York Press.
  - (1996). Analytic Theism, Hartshorne, and the Concept of God. Albany: State University of New York Press.
- Gilkey, Langdon (1973). Naming the Whirlwind. Indianapolis: Bobbs-Merrill.
- Gragg, Alan (1973). Charles Hartshorne. Waco: Word Publishing.
- Gruenler, Royce G. (1983). The Inexhaustible God: Biblical Faith and the Challenge of Process Theism. Grand rapids: Baker.
- Gunton, Colin (1978). Becoming and Being: The Doctrine of God in Charles Hartshorne and Karl Barth. Oxford: Oxford University Press.
- Hahn, Lewis Edwin (1991). The Philosophy of Charles Hartshorne. La Salle: Open Court.
- Loomer, Bernard M. (1987). "Process Theology: Origins, Strengths, Weaknesses". Process Studies, 16: 245-254.
- Nash, Ronald H., ed. (1987). Process Theology. Grand Rapids: Baker.
- Pratt, Douglas (2002). Relational Deity: Hartshorne and Macquarrie on God. Lanham: University Press of America.
- Towne, Edgar A. (1997). Two Types of Theism: Knowledge of God in the thought of Paul Tillich and Charles Hartshorne. Nueva York: P. Lang.